# Elzearius Horn

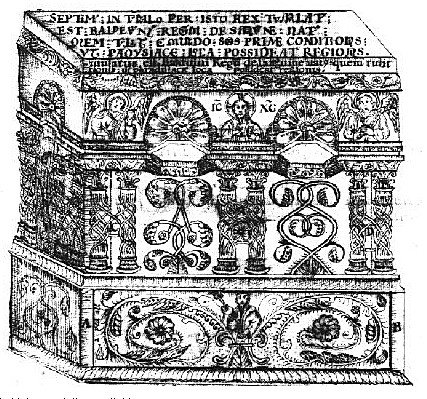
Sarkophag des Königs Balduin V. (Illustration aus: Ichnographiae locorum et monumentorum veterum terrae Sanctae)

Elzear(ius) Horn (* um 1690 nahe Hammelburg; † 28. November 1744 in Ptolemais, Syrien) war ein franziskanischer Missionar und Palästinaforscher. Er gehörte zur thüringischen Provinz seines Ordens.

## Leben
Elzearius Horn legte im Alter von 18 Jahren seine Profess ab und empfing mit 22 Jahren die Priesterweihe. Etwa 1720 besuchte Horn erstmals das Heilige Land. 1725 bis 1726 stand er der Kustodie des Heiligen Grabes vor. 1737 bis 1738 war er Chorleiter und Sekretär des Jerusalemer Konvents S. Salvatoris. Er verfasste unter dem Titel Ichnographiae locorum et monumentorum veterum terrae Sanctae („Grundrisse alter Orte und Monumente des Heiligen Landes“) eine Beschreibung von Örtlichkeiten und Gebäuden, die er mit detailreichen Architekturzeichnungen aus eigener Anschauung versah und zeitlebens überarbeitete. Nach seiner Rückkehr in die thüringische Provinz 1739 reiste er bald wieder ins Heilige Land, wo er den Rest seines Lebens zubrachte.
Elzearius Horn verstarb dem Nekrolog zufolge im Alter von 52 Jahren.

## Werk
Horns dreibändiges Manuskript gelangte in die Bibliotheca Apostolica Vaticana (Signatur Vat. Lat. 9233 I–III), wo es in Vergessenheit geriet, bis es 1902 von Girolamo Golubovich OFM dort entdeckt und in Auswahl herausgegeben wurde. Auch die zweite Edition von Bagatti und Hoarde (1962) ist nur eine Auswahl aus Horns Nachlass. Alle drei Bände sind digitalisiert (siehe Weblinks).
Die Ichnographiae sind Quelle für das Aussehen der bei der Renovierung 1808 zerstörten Grablege der Kreuzfahrerkönige sowie der ebenfalls verlorenen Bodenpflaster im Stil der Kosmaten. Horns laienhafte Federzeichnungen gelten als wichtige Zeugen für das tatsächliche Aussehen der Bauwerke.

## Werkausgaben
- Ichnographiae locorum et monumentorum veterum terrae Sanctae. Accurate delineatae et descriptae. E codice Vaticano Lat. No. 9233 excerpsit, adnotavit et edidit (cum 75 figuris et appendice historica ex eodem codice). Hrsg. von Girolamo Golubovich, Rom 1902.
- Ichnographiae locorum et monumentorum veterum terrae Sanctae. Second Edition of the Latin Text with English Version. Hrsg. von Bellarmino Bagatti / Eugene Hoarde (Publications of the Studium Biblicum Franciscanum), Jerusalem 1962.